# Seattle SuperSonics 2000-2001
La stagione 2000-01 dei Seattle SuperSonics fu la 34ª nella NBA per la franchigia.
I Seattle SuperSonics arrivarono quinti nella Pacific Division della Western Conference con un record di 44-38, non qualificandosi per i play-off.

## Roster
| N° | Naz.                   | Ruolo | Sportivo          | Anno | Alt. | Peso |
| -- | ---------------------- | ----- | ----------------- | ---- | ---- | ---- |
| 00 | Nigeria (bandiera)     | C     | Olumide Oyedeji   | 1981 | 208  | 109  |
| 1  | Stati Uniti (bandiera) | G     | Shammond Williams | 1975 | 185  | 91   |
| 7  | Stati Uniti (bandiera) | A     | Rashard Lewis     | 1979 | 208  | 98   |
| 15 | Stati Uniti (bandiera) | G     | Emanual Davis     | 1968 | 193  | 88   |
| 20 | Stati Uniti (bandiera) | G     | Gary Payton       | 1968 | 193  | 82   |
| 21 | Stati Uniti (bandiera) | A     | Ruben Patterson   | 1975 | 196  | 102  |
| 24 | Stati Uniti (bandiera) | G     | Desmond Mason     | 1977 | 201  | 102  |
| 25 | Stati Uniti (bandiera) | GA    | David Wingate     | 1963 | 196  | 84   |
| 29 | Stati Uniti (bandiera) | AC    | Pervis Ellison    | 1967 | 206  | 95   |
| 31 | Stati Uniti (bandiera) | G     | Brent Barry       | 1971 | 198  | 84   |
| 33 | Stati Uniti (bandiera) | C     | Patrick Ewing     | 1962 | 213  | 109  |
| 34 | Stati Uniti (bandiera) | C     | Jelani McCoy      | 1977 | 208  | 109  |
| 42 | Stati Uniti (bandiera) | A     | Vin Baker         | 1971 | 211  | 105  |
| 45 | Argentina (bandiera)   | A     | Rubén Wolkowyski  | 1973 | 208  | 122  |

## Staff tecnico
- Allenatori: Paul Westphal (6-9) (fino al 27 novembre)[1], Nate McMillan (38-29)
- Vice-allenatori: Nate McMillan (fino al 27 novembre), Dwane Casey, Bob Weiss